# 王崇基
王崇基（1928年—），男，江苏盐城人，中华人民共和国政治人物，曾任中共上海市委委员，上海市人大常委会副主任。